# Молдованка
Молдова́нка (у минулому — Перше Травня) — село в Україні, у Роздільнянській міській громаді Роздільнянського району Одеської області. Населення становить 195 осіб. Відноситься до Виноградарського старостинського округу.

## Історія
Під час Голодомору в Україні 1932—1933 років в селі загинуло 6 чоловік:
- Варлан Олександра Іванівна;
- Гричина Клавдія Олексіївна;
- Гричина Клавдія Олександрівна;
- Полянська Лукерія Митрофанівна;
- Сабирова Клавдія Трохимівна;
- Чебан Надія Григорівна[2].

Станом на 1 вересня 1946 року хутір Перше Травня входив до складу Василівської сільської ради Біляївського району.
У 1965 році хутір у складі Виноградарської сільради перейшов у підпорядкування від Біляївського до Роздільнянського району.
У результаті адміністративно-територіальної реформи село ввійшло до складу Роздільнянської міської територіальної громади та після місцевих виборів у жовтні 2020 року було підпорядковане Роздільнянській міській раді. До того село входило до складу ліквідованої Виноградарської сільради.
19 вересня 2024 року Верховна Рада України підтримала перейменування села Перше Травня на Молдованка. 26 вересня 2024 року перейменування набуло чинності.

## Населення
Згідно з переписом УРСР 1989 року чисельність наявного населення села становила 180 осіб, з яких 79 чоловіків та 101 жінка.
За переписом населення України 2001 року в селі мешкали 173 особи.
2010—175
2011—175

### Мова
Розподіл населення за рідною мовою за даними перепису 2001 року:
| Мова       | Відсоток |
| ---------- | -------- |
| російська  | 87,93 %  |
| українська | 12,07 %  |